# Agallia delhiensis
Agallia delhiensis är en insektsart som beskrevs av Rao,k. och K. Ramakrishnan 1978. Agallia delhiensis ingår i släktet Agallia och familjen dvärgstritar. Inga underarter finns listade i Catalogue of Life.